# Cirilo Vara
Cirilo Vara y Soria (1820-1885) fue un arquitecto español de mediados del siglo XIX.

## Biografía

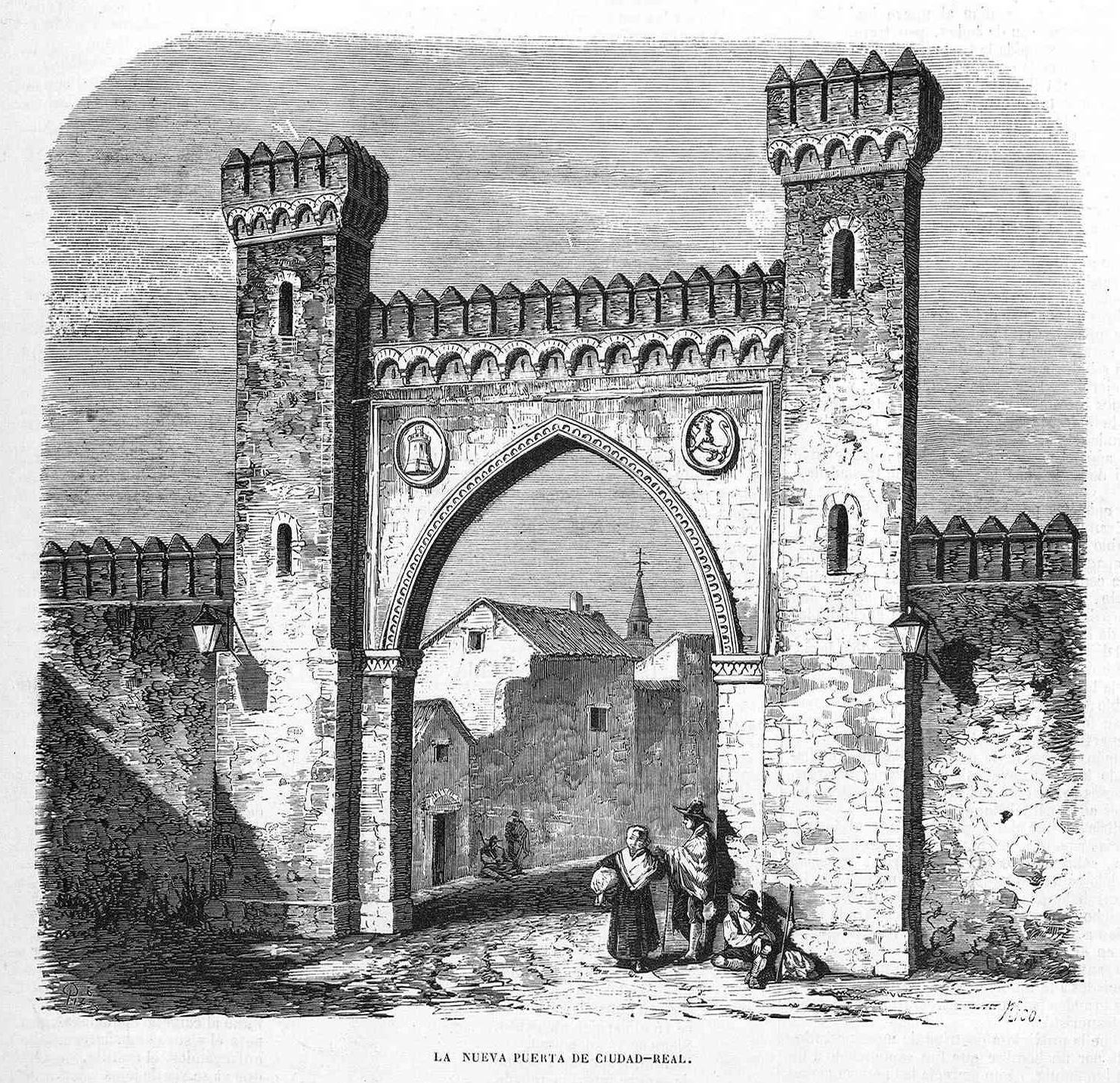
Puerta de Ciruela

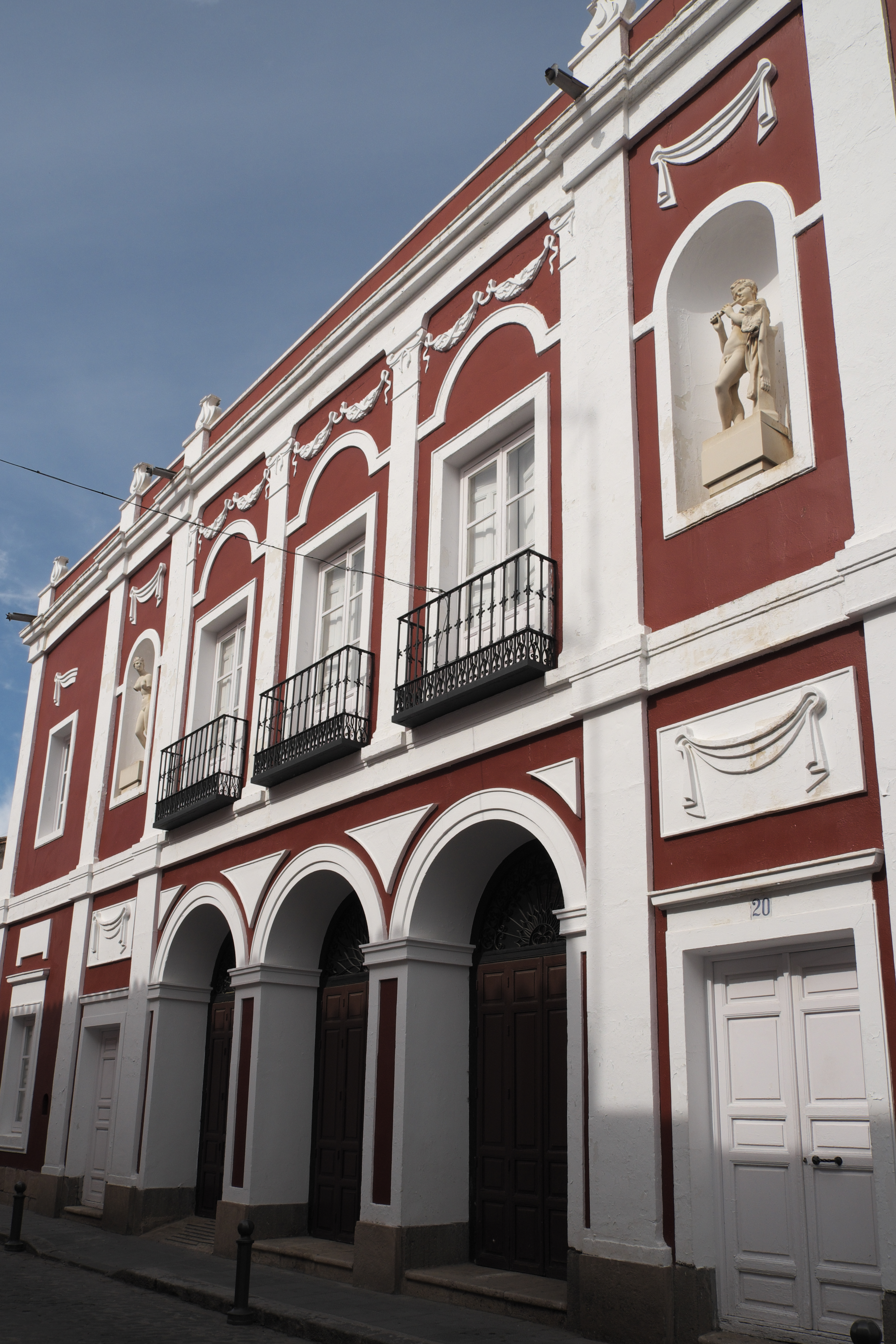
Teatro municipal de Almagro

Nacido en 1820 en la localidad madrileña de Villamanrique de Tajo, fue el primer arquitecto provincial de Ciudad Real. Falleció hacia mediados de octubre de 1885 en Ciudad Real. Estuvo a cargo del proyecto de la puerta de Ciruela, del teatro de Almagro, y de la antigua casa consistorial de Ciudad Real, comenzada a construir en 1868, entre otros edificios.